# Jacques Normand (acteur)
Pour les articles homonymes, voir Jacques Normand et Normand (homonymie).
Jacques Normand (état-civil inconnu) est un acteur de théâtre et de cinéma français actif de 1896 à 1934.

## Biographie
En dehors des films et des pièces de théâtre dans lesquels il a figuré, on ne sait pratiquement rien de Jacques Normand sinon qu'il fit partie pendant une vingtaine d'années de la troupe du théâtre de l'Odéon après avoir fait partie de celles du théâtre de la République et du théâtre Antoine.
On perd sa trace après un dernier rôle au cinéma dans Le Grand Jeu, un film de Jacques Feyder sorti en mai 1934. Né vraisemblablement vers 1870, il devait avoir environ 65 ans à l'époque.

## Théâtre
- 1896 : Lucile Desmoulins, drame en 5 actes en vers de Jules Barbier, au théâtre de la République (6 novembre) : Camille Desmoulins
- 1898 : Jacques l'Honneur, drame en 5 actes et 9 tableaux de Léon Sazie et Georges Grison, au théâtre de la République (31 juillet) : Jacques Varlay
- 1903 : La Jeunesse des mousquetaires, pièce en 14 tableaux d'Alexandre Dumas et Auguste Maquet au théâtre du Château-d'Eau (20 février) : Athos
- 1905 : Bajazet, tragédie en 5 actes de Jean Racine, au théâtre de l'Odéon (19 octobre) : Bajazet
- 1906 : Michel Strogoff, drame en 5 actes et 16 tableaux d'Adolphe d'Ennery et Jules Verne, au théâtre du Châtelet (3 août) : Michel Strogoff
- 1907 : Chacun sa vie de Gustave Guiches et Pierre-Barthélemy Gheusi, à la Comédie-Française
- 1908 : Nos magistrats, pièce en 4 actes d'Arthur Bernède, au théâtre Molière (28 mars) : Pierre Brindeau
- 1910 : Nick Carter, drame en 5 actes et 7 tableaux d'Alexandre Bisson et Guillaume Livet, au théâtre Moncey (décembre) : Nick Carter
- 1911 : Rivoli de René Fauchois, au théâtre de l'Odéon
- 1912 : La Maritza, pièce en 2 tableaux de Paul Bail, au théâtre Michel (5 juin) : Maurice de Chevincourt
- 1922 : La Gamine, comédie en 3 actes de Pierre Veber et Henry de Gorsse, au théâtre de la Renaissance (11 mai) : Delannoy
- 1923 : La Danseuse rouge, pièce en 3 actes et 1 épilogue de Charles-Henry Hirsch, au théâtre des Ternes (5 janvier) : Marc Brégyl
- 1924 : Interdit de séjour, pièce à grand spectacle d'Arthur Bernède et Pierre Gilles, musique de Fortunet, au théâtre des Variétés (novembre)
- 1928 : Crime, de Samuel Shipman et John B. Hymer, mise en scène Émile Couvelaire, au théâtre de la Porte-Saint-Martin

## Filmographie
- 1909 : La Récompense d'une bonne action, court-métrage de Camille de Morlhon : l'homme
- 1909 : Éternelle romance, court-métrage, court-métrage de Daniel Riche
- 1909 : La Demoiselle de compagnie, court-métrage, scénario de Paul Rouget, réalisateur anonyme
- 1909 : La Fille du garde-chasse, court-métrage anonyme : le garde-chasse
- 1909 : Le Subterfuge, court-métrage de Camille de Morlhon : Jacques Dancelle
- 1910 : Cagliostro, aventurier, chimiste et magicien, énigme historique en 7 parties de Camille de Morlhon et Gaston Velle : le chevalier d'Oisemont
- 1911 : Le Pardon de l'offense, court-métrage de Paul Garbagni
- 1911 : Victimes de l'alcoolisme, court-métrage de Gérard Bourgeois : Jean, l'alcoolique
- 1911 : L'Une pour l'autre (ou Sœurs de lait) de Georges Denola : le père
- 1911 : Le Roman d'une pauvre fille, court-métrage de Gérard Bourgeois
- 1911 : Nick Winter et l'affaire du Célébric Hôtel, court-métrage de Gérard Bourgeois
- 1911 : La Rivale de Richelieu, drame en 2 parties et 30 tableaux de Gérard Bourgeois : le comte de Chalais
- 1911 : Le Démon du jeu, court-métrage de Gérard Bourgeois
- 1912 : Le Dévouement d'une sœur'', comédie dramatique en 17 tableaux de Camille de Morlhon : le docteur Rinaldi
- 1912 : La Grotte des supplices, drame en 2 parties d'Alfred Machin : le grand Prêtre
- 1912 : Les Chemins de la destinée, drame en 2 parties, réalisateur anonyme
- 1912 : La Fièvre de l'or, de Ferdinand Zecca et René Leprince
- 1913 : L'Escarpolette tragique, drame en 2 parties et 38 tableaux de Camille de Morlhon : Paolo
- 1913 : Jacques l'Honneur, drame en 4 parties d'Henri Andréani : Jacques Varlay
- 1913 : La Passion, drame en 4 parties de Maurice Maître : Jésus-Christ
- 1913 : Toinon la ruine, drame en 3 parties d'Alexandre Devarennes
- 1915 : La Goualeuse d'Alexandre Devarennes et Georges Monca : Georges Laubier
- 1915 : La France avant tout, court-métrage d'Henri Andréani
- 1917 : En détresse, court-métrage d'Henri Pouctal : Daniel d'Hautefort
- 1917 : La Villa bleue, court-métrage de Jean-Joseph Renaud
- 1918 : Fauvette, film de Gérard Bourgeois : le baron de Valréas
- 1919 : Sa conscience, film de Daniel Riche : Gilbert
- 1922 : La Loupiotte, film de Georges Hatot : Valcour
- 1933 : Le Maître de forges, film de Fernand Rivers et Abel Gance : le docteur
- 1933 : Une femme au volant, film de Pierre Billon et Kurt Gerron : le président du Tribunal
- 1934 : Casanova, film de René Barberis : Bragadin, un inquisiteur
- 1934 : Le Grand Jeu, film de Jacques Feyder : le capitaine de recrutement